# Galería Delbarrio
Galería Delbarrio es una galería de arte de Lima, situada en el distrito de Chorrillos en la calle Bernardino Cruz 148. Sus exposiciones se centran en el arte peruano contemporáneo. Trabaja con figuras representativas del panorama artístico del Perú. Realiza muestras en la propia sede y en diferentes espacios públicos y privados, como el Museo del Qoricancha en Cuzco e incluyendo ferias de arte  en el Perú y en el extranjero. 
Fue inaugurada el 12 de octubre de 2009, ubicada en una antigua y restaurada casona republicana de mediados del siglo XIX. Con techos de latón pintados, vitrales turquesas, cúpula, teatinas muy altas y otros detalles típicos de la arquitectura de la época.
La galería fue creada por Gabriela Tineo y Jaime Gassner. 

## Muestras de arte
Todas las exposiciones realizadas en la Galería Delbarrio son gratuitas.

### Exposiciones más representativas
| Año  | Título                             | Nota       |
| ---- | ---------------------------------- | ---------- |
| 2010 | Circus Vitae                       | Individual |
| 2010 | Bitácora del Perú                  | Individual |
| 2010 | Reencuentro Bipersonal de Pintura  | Colectiva  |
| 2010 | Comics en Edición Limitada Nr. 1   | Colectiva  |
| 2011 | La Forma del Agua                  | Colectiva  |
| 2011 | Collage                            | Individual |
| 2011 | Comics en Edición Limitada N. 2    | Colectiva  |
| 2012 | Por una Fe no tan Popular          | Individual |
| 2012 | Mothersheep                        | Individual |
| 2012 | Comics en Edición Limitada N. 3    | Colectiva  |
| 2012 | El Mundo se invita en tus Labios   | Individual |
| 2012 | Surf Art Perú                      | Colectivo  |
| 2013 | POP.pe                             | Colectiva  |
| 2013 | Relatos urbanos del Centro de Lima | Individual |
| 2013 | Virus Nuestros de cada Día         | Individual |
| 2013 | Vampiras de Pachacamac             | Individual |
| 2013 | 7mo ARTE de Cartel de Cine Peruano | Colectiva  |
| 2014 | 100 por La Sarita                  | Colectiva  |
| 2014 | Collage                            | Colectiva  |
| 2014 | Comics en Edición Limitada Nr. 5   | Colectiva  |
| 2014 | Harto Tatoo                        | Colectivo  |
| 2014 | Surf Art Perú                      | Colectiva  |
| 2015 | En canto Amazónico                 | Individual |
| 2015 | De Cono a Cono                     | Colectiva  |